# Alex Kirsch
Alex Kirsch (12 de junio de 1992) es un ciclista luxemburgués, miembro del equipo Lidl-Trek.

## Palmarés
2014
- 3.º en el Campeonato de Luxemburgo Contrarreloj

2016
- 3.º en el Campeonato de Luxemburgo Contrarreloj
- 2.º en el Campeonato de Luxemburgo en Ruta

2017
- 3.º en el Campeonato de Luxemburgo Contrarreloj
- 2.º en el Campeonato de Luxemburgo en Ruta

2018
- 2.º en el Campeonato de Luxemburgo Contrarreloj
- 2.º en el Campeonato de Luxemburgo en Ruta

2020
- 2.º en el Campeonato de Luxemburgo Contrarreloj

2021
- 3.º en el Campeonato de Luxemburgo Contrarreloj

2023
- Campeonato de Luxemburgo Contrarreloj
- Campeonato de Luxemburgo en Ruta

2025
- 2.º en el Campeonato de Luxemburgo Contrarreloj

## Resultados en Grandes Vueltas y Campeonatos del Mundo
| Carrera         | Carrera         | 2012 | 2013 | 2014 | 2015 | 2016 | 2017 | 2018 | 2019  | 2020 | 2021  | 2022  | 2023  | 2024 | 2025 |
| --------------- | --------------- | ---- | ---- | ---- | ---- | ---- | ---- | ---- | ----- | ---- | ----- | ----- | ----- | ---- | ---- |
|                 | Giro de Italia  | —    | —    | —    | —    | —    | —    | —    | —     | —    | —     | —     | 97.º  | —    | —    |
|                 | Tour de Francia | —    | —    | —    | —    | —    | —    | —    | —     | —    | —     | Ab.   | 115.º | —    | —    |
|                 | Vuelta a España | —    | —    | —    | —    | —    | —    | —    | 125.º | —    | 120.º | 119.º | —     | —    | —    |
| Mundial en Ruta | Mundial en Ruta | —    | —    | —    | Ab.  | —    | Ab.  | Ab.  | Ab.   | —    | Ab.   | —     | Ab.   | —    | —    |

—: no participa

Ab.: abandono